# Caso Profumo
El caso Profumo fue un notable escándalo político que tuvo lugar en el Reino Unido durante el año 1963, que recibe su nombre del apellido del entonces ministro de Guerra británico, John Profumo.
El escándalo Profumo estalló después de haber trascendido que el ministro había tenido una breve relación con una corista (showgirl) de nombre Christine Keeler quien, aparentemente, había tenido encuentros íntimos con un conocido espía soviético, de nombre Yevgeny Ivanov. Más tarde, el mismo Profumo mentiría sobre ese hecho cuando fue interrogado oficialmente por la Cámara de los Comunes (House of Commons, es decir, la Cámara Baja del Parlamento Británico).
El escándalo desatado forzó a Profumo a renunciar y dañó gravemente la reputación del gobierno del entonces primer ministro Harold Macmillan, quien renunció tan sólo unos meses después "debido a problemas de salud".

## La relación de John Profumo con Christine Keeler
A principios de la década de 1960, John Profumo era el ministro de Guerra durante el gobierno conservador de Harold Macmillan, y estaba casado con la actriz Valerie Hobson.
En el año 1961, Profumo conoció a una atractiva cabaretera llamada Christine Keeler, una estriptista londinense, en una fiesta brindada por Lord Astor en su mansión de Cliveden, en el condado de Buckinghamshire.
Varios años después, en un diálogo mantenido con su hijo David, él afirmó que, previamente, se había encontrado con Keeler en un club nocturno llamado Murray's, y que '"probablemente había tomado un trago con ella".
En esa fiesta, también estuvieron presentes la esposa de Profumo y un famoso osteópata de la Gran Bretaña de esa época, el Dr. Stephen Ward, quien, a su vez, era un conocido de Keeler.
La relación con Christine Keeler sólo duró unas pocas semanas, antes de que Profumo decidiera finalizarla.
Sin embargo, los rumores acerca del escándalo se hicieron públicos en 1962, cuando salió a la luz que Keeler también había tenido algún tipo de relación con Yevgeny "Eugene" Ivanov, quien, en esos tiempos, era el agregado naval de la embajada soviética en Londres, y quien, como potencial espía residente (rezident) legal (es decir, bajo protección diplomática), se encontraba bajo discreta vigilancia por parte del británico MI5 (servicio de contra-inteligencia).
Dada la posición de Profumo en el gobierno, y con la Guerra Fría por entonces en su máximo apogeo (en octubre de 1962 había tenido lugar el peligroso enfrentamiento derivado de la Crisis de los misiles cubanos), las potenciales ramificaciones del incidente respecto a la seguridad nacional eran "graves", y esto, sumado a la relación adúltera de un miembro de tan alta jerarquía gubernamental como Profumo, rápidamente convirtió el caso en un escándalo público.
Christine Keeler pasó a ser un tema de debate nacional después de su icónica fotografía tomada por Lewis Morley en mayo de 1963, cuando el periódico sensacionalista Sunday Mirror obtuvo irregularmente una copia, con lo que echó más leña al fuego del caso Profumo. A medida que el escándalo crecía y se diversificaba, la fotografía se reproducía por doquier.
En marzo de 1963, Profumo declaró ante la Cámara de los Comunes que no había absolutamente nada impropio (no impropriety whatever) en su relación con Keeler, y que él iniciaría una demanda judicial por calumnias e injurias, si esas acusaciones contra él se repetían "fuera" del recinto (ya que, dentro de éste, esos alegatos están protegidos por la denominada inmunidad parlamentaria, que protege a los legisladores mientras dure su mandato).
Sin embargo, en junio del año 1963, Profumo confesó que había confundido a propósito a la Cámara y mentido en su testimonio, y el 5 de junio finalmente renunció a su cargo ministerial, al igual que a su membresía parlamentaria y a su asesoría dentro del Real Consejo (Privy Council), 
Lord Dennig emitió el informe oficial del gobierno el 25 de septiembre de 1963 y, sólo un mes después, el propio primer ministro británico Harold Macmillan terminaría renunciando debido a su mal estado de salud, aparentemente exacerbado por el estallido del escándalo. Fue reemplazado por el hasta entonces ministro de Relaciones Exteriores (foreign secretary), el conde de Home, quien pronto renunciaría a su título para pasar a ser simplemente sir Alec Douglas-Home.
Stephen Ward fue procesado por "vivir de las inmorales ganancias de la prostitución" (proxenetismo) y, avergonzado, terminaría suicidándose en agosto.
Keeler fue condenada a nueve meses de prisión, por cargos de perjurio (es decir, por haber mentido bajo juramento).
Profumo finalmente falleció el 9 de marzo de 2006.
Christine Keeler falleció el 4 de diciembre de 2017 por complicaciones de salud, en Inglaterra.